# 교 고토 하지메
교 고토 하지메(京コトはじめ,きょうコトはじめ)는 2021년 4월 2일부터 방송되고 있는 프로그램으로 NHK 오사카 방송국에서 제작해 일본 전국으로 방송되는데 주로 교토부 지역에 관한 정보 프로그램이다.

## 방송 시간
- 매주 금요일 오후 2시 5분 ~ 2시 50분(45분)
  - 『국회 중계』나, 고교 야구 중계시(『선발 고등학교 야구 대회』·『전국 고등학교 야구 선수권 대회』) 등은 휴지 예정.

## 진행자
- 모리타 요헤이: NHK 아나운서

## 사이트
- NHK 오사카 방송국 교 고토 하지메 홈페이지